# 1月15日
1月15日（いちがつじゅうごにち）は、グレゴリオ暦で年始から15日目に当たり、年末まであと350日（閏年では351日）ある。

## できごと
- 69年 - 四皇帝の年: オトがローマ帝国皇帝ガルバと息子のピソを暗殺し、自ら皇帝に即位。
- 1181年（治承4年12月28日） - 南都焼討。平重衡らが東大寺・興福寺などの仏教寺院を焼き払う[1]。
- 1493年 - クリストファー・コロンブスの最初の航海で、スペインへ向けイスパニョーラ島を出航。
- 1559年 - イングランド女王エリザベス1世がウェストミンスター寺院で戴冠（英語版）。
- 1759年 - 大英博物館が一般向けに開館[2]。
- 1777年 - ニューコネチカット共和国（バーモント共和国）建国。
- 1858年（安政4年12月1日） - 南部藩士大島高任が盛岡藩大橋（現釜石市）に日本初の西洋式高炉を建造。商用高炉として初めて製鉄に成功した[3]。
- 1873年 - 学制に基づいた日本で最初の小学校、東京師範学校附属小学校（現・筑波大学附属小学校）設立。
- 1874年 - 初代警視総監（大警視）を任ぜられた薩摩藩出身の川路利良が東京警視庁を創設。
- 1890年 - チャイコフスキーのバレエ『眠れる森の美女』が初演される。
- 1919年 - ドイツ革命後のベルリンでドイツ共産党の武装蜂起が失敗。
- 1919年 - ボストン糖蜜災害。
- 1921年 - 三菱造船の電機製作所が独立し、三菱電機が設立[4]。
- 1926年 - 京都学連事件で治安維持法が初適用。
- 1927年 - 西濃鉄道が設立される。
- 1936年 - 日本がロンドン海軍軍縮会議から脱退。
- 1936年 - 中日ドラゴンズの前身、名古屋軍が誕生。
- 1939年 - 東京高速鉄道・新橋駅 - 虎ノ門駅間が開通[5]。
- 1939年 - 69連勝中の横綱双葉山が安藝ノ海に敗れる[6]。
- 1940年 - 静岡大火: 静岡市（現在の静岡市葵区、駿河区）で火災が発生。焼失家屋5,000棟以上、2人が死亡、770人以上が負傷した[7]。
- 1943年 - アメリカ国防総省庁舎ペンタゴンが完成。
- 1946年 - 新宿の帝都座で額縁ショー（活人画）が始まる[8]。
- 1947年 - ブラック・ダリア事件: ロサンゼルスで「ブラック・ダリア」ことエリザベス・ショートの惨殺死体が発見される。
- 1948年 - 乳幼児虐待と配給物資の粉ミルクなどの横領容疑で寿産院の経営者夫妻を逮捕。（寿産院事件）
- 1948年 - 布哇（ハワイ）連合沖縄救済会、郷里へ豚を送る運動を始める[9]。
- 1951年 - この年から2000年まで、この日がお年玉付き年賀はがきお年玉くじの抽選日であった。
- 1961年 - 横浜マリンタワーがオープン。世界一高い灯台としてギネスブックに掲載。
- 1966年 - 常磐ハワイアンセンターがオープン。
- 1967年 - ロサンゼルスで第1回スーパーボウルが開催。
- 1968年 - 飯田橋駅付近で学生運動の一隊と警視庁の機動隊が衝突、学生が多数検挙される飯田橋事件が発生。
- 1969年 - ソ連の有人宇宙船「ソユーズ5号」が打ち上げ。
- 1969年 - 鹿児島夫婦殺し事件: 鹿児島県鹿屋市下高隈町で、農家の夫婦が殺害される。
- 1974年 - 南ベトナム海軍の哨戒艦リ・トン・キェトが哨戒中、甘泉島に中国国旗が掲揚されていることを発見。リ・トン・キェトは中国漁船に退去を命じ、陸上の中国国旗を狙って威嚇射撃を行った。西沙諸島の戦いの端緒。
- 1974年 - 長崎県・三菱石炭鉱業高島鉱業所の端島鉱（軍艦島）が閉山[10]。
- 1974年 - 田中角栄総理大臣のインドネシア訪問に合わせ、ジャカルタで大規模なマラリ事件が発生。
- 1985年 - ラグビー日本選手権で新日鉄釜石が史上初の7連覇を達成。
- 1992年 - 欧州経済共同体全加盟国と国際連合がクロアチアとスロベニアのユーゴスラビアからの独立を承認。
- 1993年 - 北海道釧路沖地震: 釧路沖を震源とするマグニチュード7.8の地震が発生し、釧路市で震度6を観測。この地震で2人が死亡、966人が負傷し、5,000棟以上の家屋が被災した。
- 1993年 - イタリアマフィアの大ボス・サルヴァトーレ・リイナが24年の逃亡の末に逮捕される。
- 2001年 - ラリー・サンガーとジミー・ウェールズによってウィキペディアが設立される。
- 2002年 - 三和銀行と東海銀行が合併し、UFJ銀行（現・三菱UFJ銀行）が誕生[11]。
- 2007年 - サッダーム・フセインの異父弟で元イラク大統領顧問のバルザーン・イブラーヒーム・ハサンが処刑される。
- 2009年 - USエアウェイズ1549便不時着水事故。（ハドソン川の奇跡）
- 2016年 - 軽井沢スキーバス転落事故が発生し、15人が死亡[12]。
- 2019年 - ケニアの首都、ナイロビ市内の複合施設が武装組織の襲撃を受け21人が死亡[13]。
- 2020年 - 日本で新型コロナウイルス(COVID-19)を初確認[14]。
- 2021年 - 東京地検特捜部は、吉川貴盛元農林水産大臣が、大臣在任中に大手鶏卵生産会社の秋田元代表から現金500万円の賄賂を受け取ったとして、収賄の罪で在宅起訴した[15]。
- 2022年 - フンガ・トンガ噴火: 南太平洋トンガ諸島の海底火山が大規模な噴火を起こす[16]。
- 2023年 - イエティ航空691便着陸失敗事故。
- 2024年 - 太平洋の島嶼国ナウル共和国が台湾と断交を発表。中国と国交を樹立すると宣言した[17]。

- 2025年 - 大韓民国の尹錫悦大統領を拘束したと合同捜査本部が発表した。

## 誕生日
- 1432年 - アフォンソ5世、ポルトガル王（+ 1481年）
- 1481年（文明12年12月15日） - 足利義澄、室町幕府第11代将軍（+ 1511年）
- 1539年（天文7年12月25日） - 前田利家、武将、五大老（+ 1599年）
- 1622年 - モリエール、劇作家（+ 1673年）
- 1694年（元禄6年12月20日） - 野呂元丈、本草学者（+ 1761年）
- 1737年（元文元年12月15日） - 蜂須賀至央、徳島藩主（+ 1754年）
- 1744年 - エベニーザー・ハザード、第3代アメリカ合衆国郵政長官（+ 1817年）
- 1782年（天明元年12月2日） - 大久保忠真、小笠原藩主（+ 1837年）
- 1790年（寛政元年12月1日） - 毛利政明、清末藩主（+ 1818年）
- 1794年（寛政5年12月14日） - 大岡忠固、岩槻藩主（+ 1852年）
- 1791年 - フランツ・グリルパルツァー、劇作家（+ 1872年）
- 1809年 - プルードン、アナーキスト（+ 1865年）
- 1818年（文化元年12月9日） - 毛利元運、長府藩主（+ 1852年）
- 1826年（文政8年12月8日） - 箕作秋坪、蘭学者（+ 1886年）
- 1848年 - ラファエル・フォン・ケーベル、哲学者（+ 1923年）
- 1850年 - ソフィア・コワレフスカヤ、数学者（+ 1891年）
- 1858年 - ジョヴァンニ・セガンティーニ、画家（+ 1898年）
- 1858年（安政4年12月1日） - 箕作佳吉、動物学者（+ 1909年）
- 1859年（安政5年12月12日） - 坪井九馬三、歴史学者（+1936年）
- 1871年（明治3年11月25日） - 堺利彦、社会主義者、思想家（+ 1933年）
- 1881年 - 石原純、理論物理学者、歌人（+ 1947年）
- 1882年 - 長谷五郎、医者、柔術家（没年不詳）
- 1891年 - レイ・チャップマン、プロ野球選手（+ 1920年）
- 1892年 - 西條八十、詩人、仏文学者（+ 1970年）
- 1893年 - アイヴァー・ノヴェロ、作曲家、歌手、俳優（+ 1951年）
- 1895年 - 重政庸徳、政治家（+ 1977年）
- 1897年 - 黒川利雄、医学者（+ 1988年）
- 1899年 - 赤尾敏、政治家 (+ 1990年)
- 1900年 - 加藤かけい、俳人（+ 1983年）
- 1900年 - 石坂洋次郎、小説家※戸籍上は1900年7月25日（+ 1986年）
- 1905年 - 藤原釜足、俳優（+ 1985年）
- 1908年 - エドワード・テラー、核物理学者（+ 2003年）
- 1909年 - 中村武志、小説家（+ 1992年）
- 1911年 - 森一生、映画監督（+ 1989年）
- 1913年 - 高橋磌一、歴史学者（+1985年）
- 1915年 - 高橋秀俊、物理学者（+ 1985年）
- 1917年 - 牧野潔、元プロ野球選手
- 1918年 - ガマール・アブドゥル＝ナーセル、第2代エジプト大統領（+ 1970年）
- 1921年 - 坂元義一、元プロ野球選手（+ 1995年）
- 1922年 - 清田十一、元調教師、元騎手（+1994年）
- 1923年 - 李登輝、第8、9代中華民国総統（＋2020年）
- 1923年 - 橋元親、柔道家（+2000年）
- 1923年 - 鵜飼勉、元プロ野球選手
- 1923年 - 杉江文二、元プロ野球選手
- 1924年 - 後藤次男、元プロ野球選手（+ 2016年）
- 1926年 - 鬼頭梓、建築家（+2008年）
- 1926年 - マリア・シェル、女優（+ 2005年）
- 1929年 - マーティン・ルーサー・キング・ジュニア、公民権運動指導者（+ 1968年）
- 1929年 - 久保亘、政治家（+ 2003年）
- 1930年 - 新珠三千代、女優（+ 2001年）
- 1931年 - 瀧島未香、フィットネスインストラクター
- 1932年 - 今江祥智、児童文学作家（+ 2015年）
- 1932年 - 脇村春夫、元日本高等学校野球連盟会長
- 1933年 - 青山俊董、作家、尼僧
- 1935年 - 山田利昭、元プロ野球選手（+ 2001年）
- 1936年 - 大野松茂、政治家
- 1937年 - 河野洋平、政治家、第71、72代衆議院議長
- 1937年 - 本田忠彦、政治家、実業家
- 1937年 - 伊藤則旦、元プロ野球選手 （+ 2023年）
- 1937年 - コシノヒロコ、ファッションデザイナー
- 1937年 - マーガレット・オブライエン、女優
- 1938年 - 冨士眞奈美、女優
- 1938年 - 益田昭雄、元プロ野球選手
- 1938年 - 神楽坂浮子、芸者歌手（+ 2013年）
- 1940年 - 西野陽、政治家
- 1940年 - 鶴橋康夫、テレビディレクター、映画監督（+ 2023年）
- 1941年 - 石山雄大、俳優
- 1940年 - 大野しげひさ、俳優、司会者
- 1941年 - 高橋元太郎、俳優
- 1941年 - 伊東恒久、脚本家（+2021年）
- 1941年 - 木原征治、元フィールドホッケー選手、指導者（+2018年）
- 1942年 - 岡本おさみ、作詞家（+ 2015年）
- 1943年 - 高橋千劔破、作家（+ 2024年）
- 1943年 - 富樫練三、政治家
- 1943年 - 望月彦男、元プロ野球選手
- 1943年 - 樹木希林、女優（+ 2018年）
- 1945年 - 大崎昭一、競馬評論家、元騎手
- 1945年 - 落合恵子、作家、アナウンサー
- 1946年 - 新海丈夫、俳優
- 1946年 - 仙谷由人、政治家、弁護士（+ 2018年）
- 1947年 - トニー・ソレイタ、元プロ野球選手（+ 1990年）
- 1947年 - 田中均、外交官
- 1948年 - 宮本悦朗、歌手
- 1948年 - 岡和男、声優（＋2021年）
- 1949年 - 須山成二、元プロ野球選手
- 1949年 - 杏真理子、歌手（+ 1974年）
- 1949年 - ボビー・グリッチ、元プロ野球選手
- 1951年 - 井口成人、俳優、声優
- 1952年 - ジョージ・ブレー、心理学者（+ 2021年）
- 1953年 - 森田童子、シンガーソングライター（+ 2018年）
- 1953年 - 西久保瑞穂、アニメーション監督
- 1954年 - 大石友好、元プロ野球選手
- 1954年 - 高良鉄美、政治家
- 1955年 - 田中真弓、声優
- 1955年 - 佐々木修、指揮者、経営者
- 1955年 - 仲間一、政治家
- 1955年 - 上田容子、元NHK体操指導者
- 1956年 - 佐々木晶三、調教師、元騎手
- 1956年 - 藤村美樹、元歌手（元キャンディーズ）
- 1957年 - 石井岳龍、映画監督
- 1957年 - 川三番地、漫画家
- 1958年 - 落合恵美子、社会学者
- 1958年 - 宮崎緑、ジャーナリスト
- 1958年 - 高橋由佳利、漫画家
- 1958年 - 二代目雷門福助、落語家（+ 1994年）
- 1958年 - 桂三歩、落語家
- 1959年 - 田原成貴、元調教師、元騎手
- 1960年 - 白石高司、政治家
- 1961年 - 島英津夫、俳優
- 1962年 - 石原良純、タレント、気象予報士
- 1962年 - パスカル・ネミロフスキ、ピアニスト
- 1962年 - 町田康、小説家、詩人
- 1963年 - 松井章圭、元空手道選手、実業家
- 1963年 - アーリング・カッゲ、探検家
- 1964年 - 源五郎丸洋、元プロ野球選手
- 1964年 - ジェフ・バニスター、元プロ野球選手、監督
- 1964年 - 水橋文美江、脚本家
- 1964年 - 水本啓史、元プロ野球選手
- 1965年 - 三柴理、ピアニスト
- 1966年 - 村上聖、ベーシスト
- 1967年 - 大江弘明、元プロ野球選手
- 1968年 - 清水香織、歌手、タレント
- 1969年 - 西村香織、ジャズ歌手、元アナウンサー
- 1968年 - 宮沢天、俳優
- 1969年 - 影丸茂樹、俳優
- 1969年 - 雨宮正武、声優、音響監督
- 1969年 - 志岐幸子、感性工学研究者
- 1969年 - デライノ・デシールズ、元プロ野球選手
- 1970年 - シェイン・マクマホン、プロレスラー
- 1973年 - オーレリー・デュポン、バレエダンサー
- 1973年 - クリストファー・カンバーランド、元プロ野球選手
- 1974年 - 小磯典子、バスケットボール選手
- 1974年 - 内舘秀樹、サッカー選手
- 1977年 - 石毛克幸、競輪選手
- 1975年 - 水原大樹、サッカー選手
- 1975年 - マリー・ピエルス、プロテニス選手
- 1975年 - 吉田道、元プロ野球選手
- 1977年 - 森岡克司、ベーシスト
- 1977年 - ジョルジャ・メローニ、政治家、イタリア首相
- 1978年 - 山﨑バニラ、女優、声優、活動弁士
- 1978年 - 中村浩士、競輪選手
- 1978年 - 小林ゆり子、元アナウンサー
- 1979年 - 朱孝天、歌手（F4）
- 1979年 - 趙全勝、野球選手
- 1979年 - アレクセイ・ソコロフ、フィギュアスケート選手
- 1979年 - ドリュー・ブリーズ、アメリカンフットボール選手
- 1980年 - 松岡理恵、ラジオパーソナリティ、画家、元アナウンサー
- 1980年 - マット・ホリデイ、元プロ野球選手
- 1981年 - エル＝ハッジ・ディウフ、サッカー選手
- 1981年 - ピットブル、ラッパー
- 1982年 - 栗羽美来、タレント、モデル
- 1982年 - ベンジャミン・アゴスト、フィギュアスケート選手
- 1982年 - アーマンド・ガララーガ、元プロ野球選手
- 1984年 - 繁田美貴、アナウンサー
- 1984年 - 代永翼、声優
- 1985年 - 鈴木誠、元プロ野球選手
- 1985年 - 藤原紘通、元プロ野球選手
- 1985年 - クララ、女優
- 1986年 - 中西沙綾、アナウンサー
- 1986年 - 稲葉智美、ラジオパーソナリティ
- 1986年 - 倉田悠貴、声優
- 1986年 - 原裕美子、ファッションモデル
- 1986年 - ユリア・カルボフスカヤ、フィギュアスケート選手
- 1987年 - 龍輝、俳優
- 1987年 - マジシャンSIN、プロマジシャン
- 1988年 - 矢地健人、元プロ野球選手
- 1988年 - キャンディス・ディディエ、元フィギュアスケート選手
- 1988年 - Jun. K、アイドル（2PM）
- 1988年 - スクリレックス、歌手　DJ ミュージシャン
- 1989年 - キーファー・ハベル、元フィギュアスケート選手
- 1990年 - 三浦葵、ファッションモデル、女優
- 1990年 - 石津大介、サッカー選手
- 1990年 - モハメド・カマル、キックボクサー
- 1991年 - 村上大介、元フィギュアスケート選手
- 1991年 - 桐山瑠衣、グラビアアイドル
- 1991年 - アリサ・アガフォノヴァ、アイスダンス選手
- 1991年 - ダリヤ・クリシナ、陸上選手
- 1992年 - 花城黒和、漫画家
- 1992年 - 高橋成美、元フィギュアスケート選手
- 1992年 - チチ・ゴンザレス、プロ野球選手
- 1992年 - 花城黒和、漫画家
- 1993年 - 吉岡里帆、女優
- 1993年 - チョン・ヨンフン、歌手（HALO、ORβIT）
- 1994年 - 篭島優輝、ラグビー選手
- 1994年 - 小林大誠、元プロ野球選手
- 1994年 - 伊東紗冶子、元グラビアアイドル、タレント、フリーアナウンサー
- 1994年 - 山下正揮、俳優
- 1994年 - ヒョンウォン、アイドル（MONSTA X）
- 1995年 - 井上綾香、サッカー選手
- 1995年 - 菊池勇成、声優
- 1996年 - 菊池純礼、スピードスケート選手、ショートトラック選手
- 1996年 - ダヴ・キャメロン、女優、歌手
- 1997年 - 佐藤龍世、プロ野球選手
- 1997年 - 五嶋京香、サッカー選手
- 1997年 - 橘井友香、バレーボール選手
- 1997年 - 稗田寧々、声優
- 1997年 - 古川優香、YouTuber
- 1997年 - 上野純輝、元プロ野球選手
- 1998年 - 児野楓香、サッカー選手
- 1998年 - 大谷舞風、NHKアナウンサー
- 1998年 - ジュヨン、アイドル（THE BOYZ）
- 1999年 - 加藤美南、YouTuber、元アイドル（元NGT48）
- 1999年 - 大江竜聖、プロ野球選手
- 1999年 - 長井良太、元プロ野球選手
- 2001年 - 工藤スミレ、アイドル、女優（元アップアップガールズ（仮）、元choco☆milQ）
- 2003年 - 豆田泰志、プロ野球選手
- 2004年 - 平松聖菜、アイドル（HelloYouth）
- 2004年 - 杏ジュリア、アイドル（超ときめき♡宣伝部）
- 2005年 - 清水理央、アイドル（日向坂46）
- 2006年 - 山口竣平、陸上競技選手
- 2011年 - 大野遥斗、子役
- 生年不詳 - 桐谷蝶々、声優
- 生年不詳 - 山岸功[18]、声優

## 忌日
- 69年 - ガルバ、ローマ皇帝（* 紀元前3年）
- 1455年 - 上杉憲忠、関東管領（* 1433年）
- 1595年 - ムラト3世、オスマン帝国第12代スルタン（* 1546年）
- 1643年 - 立花宗茂、初代柳河藩主（* 1567年）
- 1684年 - カスパル・ネッチェル、画家（* 1639年）
- 1701年 (元禄13年12月7日) - 丹羽長之、第6代二本松藩主 (+ 1656年)
- 1775年 - ジョヴァンニ・バッティスタ・サンマルティーニ、作曲家（* 1698年頃）
- 1781年 - マリアナ・ビクトリア・デ・ボルボーン、ポルトガル王ジョゼ1世の妃（* 1714年）
- 1835年 - テレーズ・カバリュス、フランスの貴族（* 1773年）
- 1855年 - アンリ・ブラコノー、化学者、薬剤師（* 1780年）
- 1861年 - ヘンリー・ヒュースケン、駐日アメリカ総領事館の通訳（* 1832年）
- 1869年 - 土井利忠、第7代大野藩主（* 1811年）
- 1890年 - 宮地常磐、潮江天満宮神主（* 1819年）
- 1895年 - 有栖川宮熾仁親王、皇族（* 1835年）
- 1904年 - 丹羽長国、第13代二本松藩主 (* 1834年)
- 1906年 - 楢崎龍、坂本龍馬の妻（* 1841年）
- 1919年 - ジェローム・E・コッジャ、天文学者（* 1849年）
- 1919年 - カール・リープクネヒト、社会民主主義思想家（* 1871年）
- 1919年 - ローザ・ルクセンブルク、革命家（* 1871年）
- 1926年 - 小栗風葉、小説家（* 1875年）
- 1929年 - イェールハルド・ムンテ、画家（* 1849年）
- 1934年 - ヘルマン・バール、小説家、劇作家、評論家（* 1863年）
- 1943年 - 田渕豊吉、衆議院議員（* 1882年）
- 1944年 - 野口遵、実業家、日窒コンツェルン創業者（* 1873年）
- 1948年 - アンリ・デランドル、天文学者（* 1853年）
- 1949年 - 陸徴祥、中華民国の外交官、第2代内閣総理（* 1871年）
- 1950年 - ヘンリー・アーノルド、アメリカ空軍元帥（* 1886年）
- 1955年 - イヴ・タンギー、画家（* 1900年）
- 1967年 - ダヴィド・ブルリューク、画家（* 1882年）
- 1968年 - レオポルト・インフェルト、物理学者（* 1898年）
- 1968年 - 奥野信太郎、中国文学者、随筆家（* 1899年）
- 1970年 - 謝雪紅、台湾民主自治同盟初代主席（* 1901年）
- 1972年 - エアハルト・ミルヒ、軍人（* 1892年）
- 1976年 - 仮谷忠男、建設大臣（* 1913年）
- 1983年 - マイヤー・ランスキー、ギャング（* 1902年）
- 1992年 - 熊谷太三郎、実業家、政治家、熊谷組2代目社長、第32代科学技術庁長官、官選第10代・公選初代福井県福井市長（* 1906年）
- 1993年 - サミー・カーン、作詞家（* 1913年）
- 1994年 - ハリー・ニルソン、ソングライター、歌手（* 1941年）
- 1995年 - 坂元義一、プロ野球選手（* 1921年）
- 1995年 - 広瀬仁紀、小説家（* 1931年）
- 1997年 - 木下蓮三、アニメーション作家、アニメ監督（* 1936年）
- 1998年 - ジュニア・ウェルズ、ブルースシンガー、ハーモニカ奏者（* 1934年）
- 2003年 - ビビ＝アンネ・フルテン、フィギュアスケート選手（* 1911年）
- 2005年 - ビクトリア・デ・ロス・アンヘレス、ソプラノ歌手（* 1923年）
- 2005年 - ラウラ・アルヴィーニ、鍵盤楽器奏者（* 1946年）
- 2006年 - 舟橋和郎、脚本家（* 1919年）
- 2006年 - ジャービル・アル＝アフマド・アッ＝サバーハ、クウェートのアミール（* 1926年）
- 2006年 - 小沢章一、高校野球指導者（* 1964年）
- 2007年 - 薄一波、政治家（* 1908年）
- 2007年 - アワド・ハマド・バンダル、元イラク革命裁判所長官（* 1945年）
- 2007年 - バルザーン・イブラーヒーム・ハサン、元国連ジュネーヴ本部大使（* 1951年）
- 2008年 - 田口鋹雄、日本中央競馬会理事（* 1926年）
- 2008年 - 青山五郎、実業家、青山商事創業者（* 1930年）
- 2008年 - ブラッド・レンフロ、俳優（* 1982年）
- 2009年 - 金益鉉、軍人、政治家（* 1922年）
- 2009年 - 草野威、政治家（* 1928年）
- 2010年 - 前川誠郎、西洋美術研究家、東京大学名誉教授（* 1920年）
- 2010年 - 武宮敏明、元プロ野球選手（* 1921年）
- 2010年 - マーシャル・ニーレンバーグ、生化学者、ノーベル生理学・医学賞受賞者（* 1927年）
- 2011年 - 菅野浩和、作曲家、音楽理論家（* 1923年）
- 2011年 - ナット・ロフトハウス、サッカー選手、サッカー監督、元イングランド代表（* 1925年）
- 2011年 - スザンナ・ヨーク、俳優（* 1939年）
- 2012年 - マヌエル・フラガ・イリバルネ、政治家、スペイン国民党創設者（* 1922年）
- 2012年 - エド・ダーウィンスキ、軍人、政治家、初代米国退役軍人長官（* 1926年）
- 2012年 - 里居正美、俳優（* 1935年）
- 2012年 - 日出英輔、官僚、政治家（* 1941年）
- 2012年 - 布谷文夫、ロックシンガー（* 1947年）
- 2012年 - 坂井宏朱、オートレース選手（* 1984年）
- 2013年 - 楊白冰、軍人、政治家（* 1920年）
- 2013年 - 四代目東家三楽、浪曲師、元日本浪曲協会会長（* 1921年）
- 2013年 - 辻井達一、植物生態学者（* 1931年）
- 2013年 - 大島渚、映画監督（* 1932年）
- 2013年 - 荒砂任司、元プロ野球選手（* 1935年）
- 2013年 - ジョン・トーマス、走り高跳び選手（* 1941年）
- 2013年 - チューチョ・カスティーヨ、プロボクサー、元WBA・WBCバンタム級世界王者（* 1944年）
- 2014年 - ジョン・ロウリー・ドブソン、アマチュア天文家、ドブソニアン望遠鏡考案者（* 1915年）
- 2014年 - 吉野弘、詩人（* 1926年）
- 2014年 - 高橋和平、実業家、元日本フエルト社長（* 1927年）
- 2015年 - エセル・ラング、スーパーセンテナリアン（* 1900年）
- 2015年 - 大塚周夫、俳優、声優（* 1929年）
- 2015年 - キム・フォーリー、ミュージシャン、音楽プロデューサー（* 1939年）
- 2017年 - ジミー・スヌーカ、プロレスラー（* 1943年）
- 2017年 - 木之本興三、サッカー選手、実業家、元ジェイリーグ映像・ジェイリーグフォト・ジェイリーグエンタープライズ（以上3社は現株式会社Jリーグ）社長（* 1949年）
- 2018年 - 井家上隆幸、文芸評論家（* 1934年）
- 2018年 - 山火正則、刑法学者、元神奈川大学学長（* 1939年）
- 2018年 - ドロレス・オリオーダン、シンガーソングライター（クランベリーズ）（* 1971年）
- 2019年 - キャロル・チャニング、女優（* 1921年）
- 2019年 - 松本昌次、編集者、出版者（* 1927年）
- 2019年 - 湯浅暉久、実業家、湯浅電池（現ジーエス・ユアサコーポレーション）社長（* 1936年）
- 2020年 - 太田敏郎、実業家、ノーリツ創業者（* 1927年）
- 2020年 - ブルーノ・ネトル、音楽学者、音楽民族学者（* 1930年）
- 2020年 - 佐藤研一郎、実業家、ローム創業者（* 1931年）
- 2020年 - 鈴村興太郎、経済学者、一橋大学名誉教授、早稲田大学名誉教授（* 1944年）
- 2020年 - ロッキー・ジョンソン、プロレスラー、元WWF世界タッグ王者（* 1944年）
- 2021年 - 大牧冨士夫、文学研究者、郷土史研究者、小説家（* 1928年）
- 2022年 - 稲垣良典、中世哲学研究者、法哲学研究者、九州大学名誉教授（* 1928年）
- 2022年 - 藤本秀朗、実業家、ユニ電子産業（現ユニデンホールディングス）創業者（* 1935年）
- 2022年 - リンク・バブカ、円盤投げ選手（* 1936年）
- 2022年 - 高峰和才、漫談家、漫才師（* 1945年）
- 2023年 - 三谷昇、俳優（* 1932年）
- 2023年 - 大村益夫、中国文学者、朝鮮文学者、早稲田大学名誉教授（* 1933年）
- 2023年 - 山田嘉光、合気道家（* 1938年）
- 2023年 - ムルサル・ナビザダ、政治家（* 1993年）
- 2024年 - 丸山義行、サッカー選手、サッカー審判員、日本人初のFIFAワールドカップ審判（* 1931年）
- 2024年 - 奥本務、政治家、教育者、元大阪府高槻市長（* 1934年）
- 2024年 - ホルヘ・グリファ、サッカー選手（* 1935年）
- 2024年 - 施明徳、政治家（* 1941年）
- 2024年 - 小原伊佐美、調教師、騎手（* 1944年）
- 2025年 - 太田一也、火山学者、地質学者、九州大学名誉教授（* 1934年）
- 2025年 - 野崎昭弘、数学者、大妻女子大学名誉教授（* 1936年）
- 2025年 - ジャノー・シュワルツ、映画監督、演出家（* 1939年）
- 2025年 - デイヴィッド・リンチ、映画監督、脚本家、プロデューサー、ミュージシャン、アーティスト、俳優（* 1946年）
- 2025年 - ガス・ウィリアムズ、バスケットボール選手（* 1953年）

## 記念日・年中行事
- 小正月（ 日本）
1月1日の大正月に対し、今日1月15日を中心にした数日を言う。豊作祈願などの農業に関連した行事をしたり、なまはげなどの行事を行って病気や厄災を払う地方もある。
- 盛岡八幡宮「裸参り」（ 日本）
岩手県盛岡市で行われる、無病息災、厄払いを祈願する行事。藩政時代からの伝統行事で、晒しに注連縄、わらじ姿の男たちが、団体毎に５０ｍ程度の隊列を組み、盛岡八幡宮に参詣する[19]。
- むこ投げすみ塗り（ 日本）
新潟県十日町市で行なわれる伝統行事。「むこ投げ」は、松之山温泉にある薬師堂の高さ5メートル程ある境内から、前年に結婚した初婿を雪の斜面へ投げ落とす。「すみ塗り」は「賽の神」という神事（別名どんど焼き）で、灰と雪を混ぜ、お互いの顔に「おめでとう」と言いながら塗りあう、無病息災・家業繁栄を願う行事[20]。
- 青海の竹のからかい（ 日本）
新潟県糸魚川市大字青海の東町と西町に江戸時代から続く五穀豊穣や除災招福・家内安全を願う行事。隈取りをした若い衆などが、東町と西町に分かれて2本の竹を力強く引き合う。その後は、浜で「さいの神焼き」を行う[21]。
- 野沢温泉「道祖神まつり」（ 日本）
長野県野沢温泉村で江戸時代から行なわれている火祭り。この日までに築いた「社殿」をめぐり、厄年以外の村の男たちが火付け役、厄年の男たちが火消し役となって攻防戦を展開する[22]。
- 七百餘所神社「村上の神楽」（ 日本）
千葉県八千代市の七百余所神社の神楽殿で、神楽が奉納される。村上の神楽は、出雲系の神楽の流れで、神話をもとに、農耕村落の五穀豊穣と平安を祈念する[23]。
- 砥鹿神社奥宮「粥占祭」（ 日本）
愛知県豊川市の砥鹿神社奥宮で行われる占いの神事。粥を神水で炊き、その中へ27種類の農作物・海産物の名前を彫った竹の管を入れてかき混ぜ、中につまった粥の量からその作物の出来不出来を占う[24]。
- 成人の日（ 日本、1948年 - 1999年）
国民の祝日の一つ。祝日法の改正（ハッピーマンデー）により、2000年からは1月の第2月曜日（8日 - 14日）となり、現在の法律ではこの日が成人の日に該当しなくなった。
- 警視庁創立の日（ 日本）
1874年1月15日に東京警視庁（現在の警視庁）が創設されたことに由来。
- いちごの日（ 日本）
全国いちご消費拡大協議会が「いいいちご」の語呂合わせで記念日として定めている。
- 半襟の日（ 日本）
京都半衿風呂式和装卸協同組合が制定。襟を正す正月であり、この日がかつて「成人の日」であったことから、和装に縁のあるこの日を記念日とした。
- 上元（ 中華人民共和国）
中国の道教の行事「三元」のひとつ。旧暦1月15日が上元で、福を与える「賜福」になる。上元の日の朝に小豆粥を食べて、その年の疫を避けるという習わしがあった。
- ジョン・チレンブウェの日（ マラウイ）
マラウイの最初の独立活動家ジョン・チレンブウェを記念する日。
- チョソングルの日（ 北朝鮮）
世宗25年12月（ユリウス暦1444年1月）に世宗が「訓民正音」を作成したことから、1月の中間の日を記念日とした。
- ウィキペディアの日
2001年の今日、百科事典ヌーペディアに関連し、wikipedia.comにおいてウィキペディアが立ち上げられた。